# Генрих II Савойский (герцог Немурский)
Генрих II Савойский (фр. Henri II de Savoie-Nemours; 7 ноября 1625, Париж — 14 января 1659[…], Париж) — 7-й герцог Немурский и граф Женевы с 1652 года до своей смерти. Третий и самый младший сын Генриха I Савойского, 4-го герцога Немурского и его жены Анны Лотарингской.

## Биография
Поскольку Генрих был третьим сыном, никто не предполагал, что он унаследует герцогство, поэтому он избрал духовную карьеру. К 1651 году он стал архиепископом Реймса.
Когда его старшие братья Людовик II и Карл III оба умерли без наследников, Генрих был освобождён от своих обетов и стал герцогом Немурским в 1652 году. В 1657 году он женился на Марии Орлеанской, дочери Генриха де Лонгвиля и Луизы де Бурбон), но всего через два года умер. Детей в браке не было.
После смерти Генриха титул герцога Немурского был возвращён короне. Титул графа Женевы перешёл к его племяннице Марии Джованне Савойской.